# Kempnyia alterosarum
Kempnyia alterosarum är en bäcksländeart som beskrevs av Froehlich 1988. Kempnyia alterosarum ingår i släktet Kempnyia och familjen jättebäcksländor. Inga underarter finns listade i Catalogue of Life.